# 肝付兼逵
肝付 兼逵（きもつき かねみち）は、江戸時代中期の薩摩藩士。喜入肝付氏6代当主。
喜入肝付氏は肝付氏12代・肝付兼忠の三男・兼光を祖とする庶流。
貞享3年（1686年）、肝付兼柄の子として生まれる。元禄9年（1696年）、藩主・島津綱貴の面前で元服する。享保3年（1718年）、父の死去により家督相続する。同年、勘定奉行を拝命する。
享保7年（1722年）、謝恩使として江戸に下り、江戸城で将軍・徳川吉宗に拝謁する。享保19年（1734年）、寺社奉行。元文4年（1739年）4月1日没。享年54。